# Wileńszczyzna

Mapa rozsiedlenia ludności polskiej, 1916

Wileńszczyzna (lit. Vilniaus kraštas, biał. Віленшчына), Wileńskie – terytorium leżące obecnie w granicach Litwy i Białorusi.

## Historia
Obszar Wileńszczyzny utożsamianej z województwem wileńskim od średniowiecza należał do Wielkiego Księstwa Litewskiego, w 1569 roku wszedł wraz z całym państwem litewskim w skład Rzeczypospolitej Obojga Narodów, a w 1791 roku oba państwa w akcie Zaręczenia Wzajemnego oficjalnie scalono w jeden państwowy organizm – Rzeczpospolitą Polską. Jednak na sejmie grodzieńskim w 1793 r. całą Konstytucję 3 maja odrzucono, w późniejszych zrywach narodowych i tworzonych instytucjach nie zaprzestano odwoływania się do podziału federacyjnego dwuczłonowego (Rada Najwyższa Rządowa Litewska z 1794 r., Konfederacja Generalna Królestwa Polskiego i Komisja Rządu Tymczasowego Wielkiego Księstwa Litewskiego z 1812 r.). Od XV wieku postępowała stopniowo polonizacja tego terenu, poprzez napływ ludności z ziem etnicznie polskich oraz poprzez powolne przyswajanie przez ludność, polskiej kultury i tradycji.
Utworzona 16 lutego 1918 r. pod koniec I wojny światowej w warunkach niemieckiej okupacji Republika Litewska ogłosiła Wilno, historyczną stolicę wielonarodowego byłego Wielkiego Księstwa Litewskiego, za stolicę nowego państwa, pomimo że Litwini posługujący się językiem litewskim i identyfikujący się z nową państwowością litewską stanowili w Wilnie jedynie 0,8–2% ludności. W południowo-wschodniej części województwa wileńskiego w okresie II Rzeczypospolitej dominowali prawosławni i Białorusini (ok. 40–55%), ale w całym województwie wileńskim większość stanowili Polacy (60%). W tym okresie identyfikowano pojęcie Wileńszczyzny ze zdominowanym przez Polaków obszarem przedrozbiorowych województw wileńskiego i trockiego.
Podczas okupacji niemieckiej, w Wilnie w dniu 10 września 1918 roku w Wilnie powstał konspiracyjny Związek Wojskowych Polaków Miasta Wilna (znany także jako Samoobrona Wileńska lub Samoobrona Litwy i Białorusi), który miał na celu zaatakowanie w dogodnym momencie wojsk niemieckich podległych Dowództwu Frontu Wschodniego (Oberbefehlshaber Ost – Ober-Ost). Wkrótce organizacja miał swoje filie w takich miejscowościach jak Lida, Wilejka, Oszmiana, Koszedary, Szyrwinty, Świr, Niemenczyn. W dniu 11 listopada 1918 roku podpisano Rozejm w Compiègne – kończący I wojnę światową układ rozejmowy pomiędzy Ententą i Cesarstwem Niemieckim i w tym samym dniu Litwini powołali w Wilnie swój rząd, jednak miał on charakter jedynie deklaracji, ponieważ faktyczną władzę w mieście nadal sprawowały przebywające tam wojska niemieckie. 8 grudnia komuniści utworzyli w Wilnie swój Tymczasowy Rewolucyjny Rząd Robotniczo-Włościański. W dniu 8 grudnia 1918 roku z Samoobrony powstał Pułk Wileński stacjonujący w Wilnie w koszarach na Zarzeczu i Pułk Lidzki stacjonujący w Lidzie. W dniach 1–4 stycznia 1919 roku oddziały polskie zajęły Wilno wypierając z niego pozostające tam jeszcze częściowo wojska niemieckie i komunistów, natomiast rząd litewski wyjechał w dniu 2 stycznia pociągiem wraz z oddziałami niemieckimi. W dniu 4 stycznia 1919 roku pod Wilnem doszło do pierwszego starcia między Armią Czerwoną i Wojskiem Polskim, a 5 stycznia doszło do ataku na bronione przez Polaków miasto, w wyniku którego do wieczora wyparto oddziały polskie.

Wojska polskie opanowały ponownie Wilno i całą Wileńszczyznę po ofensywie rozpoczętej 16 kwietnia 1919 roku. 
W dniu 26 lipca 1919 r. Rada Najwyższa Ententy zaakceptowała zaproponowaną przez marszałka Ferdinanda Focha linii demarkacyjną między terytoriami litewskimi i polskimi, które pozostawiała większą część Wileńszczyzny z Wilnem po stronie polskiej.
W trakcie toczącej się wojny polsko-bolszewickiej, w lipcu 1920 roku wojska bolszewickie wspólnie z działającymi z nimi wojskami litewskimi, ponownie wyparły wojska polskie z Wileńszczyzny. W konsekwencji część obszaru Wileńszczyzny została 12 lipca 1920 roku przekazane Litwie przez Rosję radziecką w podpisanym w Moskwie traktacie litewsko-sowieckim, jednak faktycznie Rosjanie przekazali okupowane miasto Litwie dopiero w dniu 26 sierpnia 1920 roku po porażce bolszewików w Bitwie Warszawskiej.

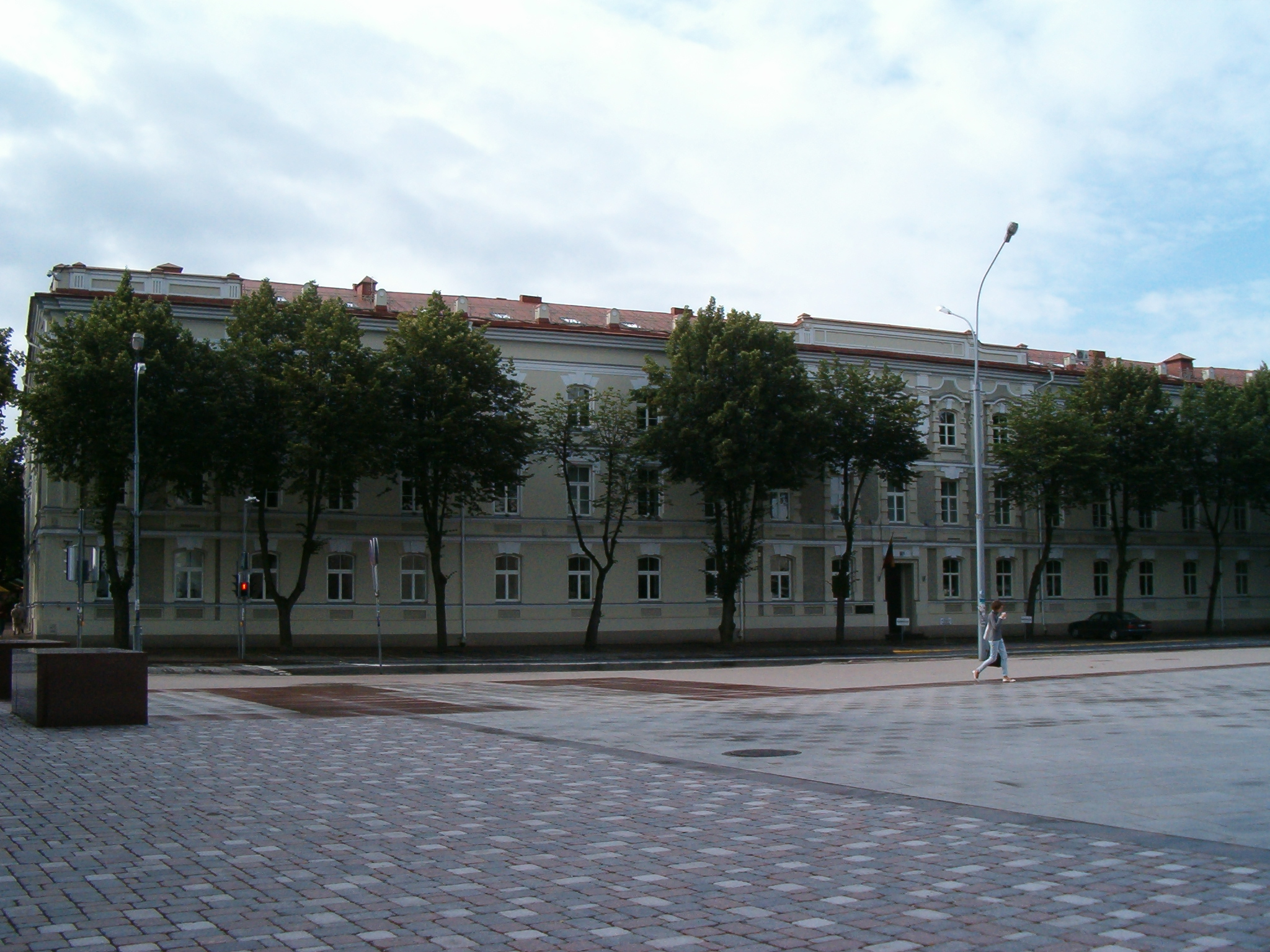
Gmach przedwojennego Urzędu Wojewódzkiego Wileńskiego w Wilnie

Po kolejnych polskich zwycięstwach nad Rosją sowiecką, w październiku 1920 roku naczelnik państwa polskiego, Józef Piłsudski, nakazał generałowi Żeligowskiemu upozorować bunt, po czym zająć Wilno i okolice. Powstało państwo Litwa Środkowa, jego proklamacja została ogłoszona przez Polaków 12 października 1920 roku. Od roku 1922 terytorium to stało się częścią państwa polskiego, gdy Sejm Litwy Środkowej przegłosował przyłączenie Litwy Środkowej do Polski jako Ziemię Wileńską. 17 grudnia 1929 roku honorowym obywatelem Wileńszczyzny został Józef Piłsudski.
W roku 1938 przywrócone zostały stosunki dyplomatyczne między Polską i Litwą. W nauce prawa międzynarodowego niesporne jest, że data nawiązania stosunków dyplomatycznych w 1938 r. stanowi ostateczne uznanie istniejącej granicy polsko-litewskiej i polskiej przynależności państwowej Wilna i Wileńszczyzny przez Republikę Litewską. Dodatkowo państwo to utworzyło w Wilnie na podstawie wymiany not z 25 stycznia 1939 r. konsulat generalny. Żadne państwo na świecie nie ustanawia na swoim terytorium własnego konsulatu. 22 sierpnia 1939 r. konsulem litewskim w Wilnie został Antanas Trimakas. Nawiązanie stosunków dyplomatycznych nastąpiło pod groźbą wojny.

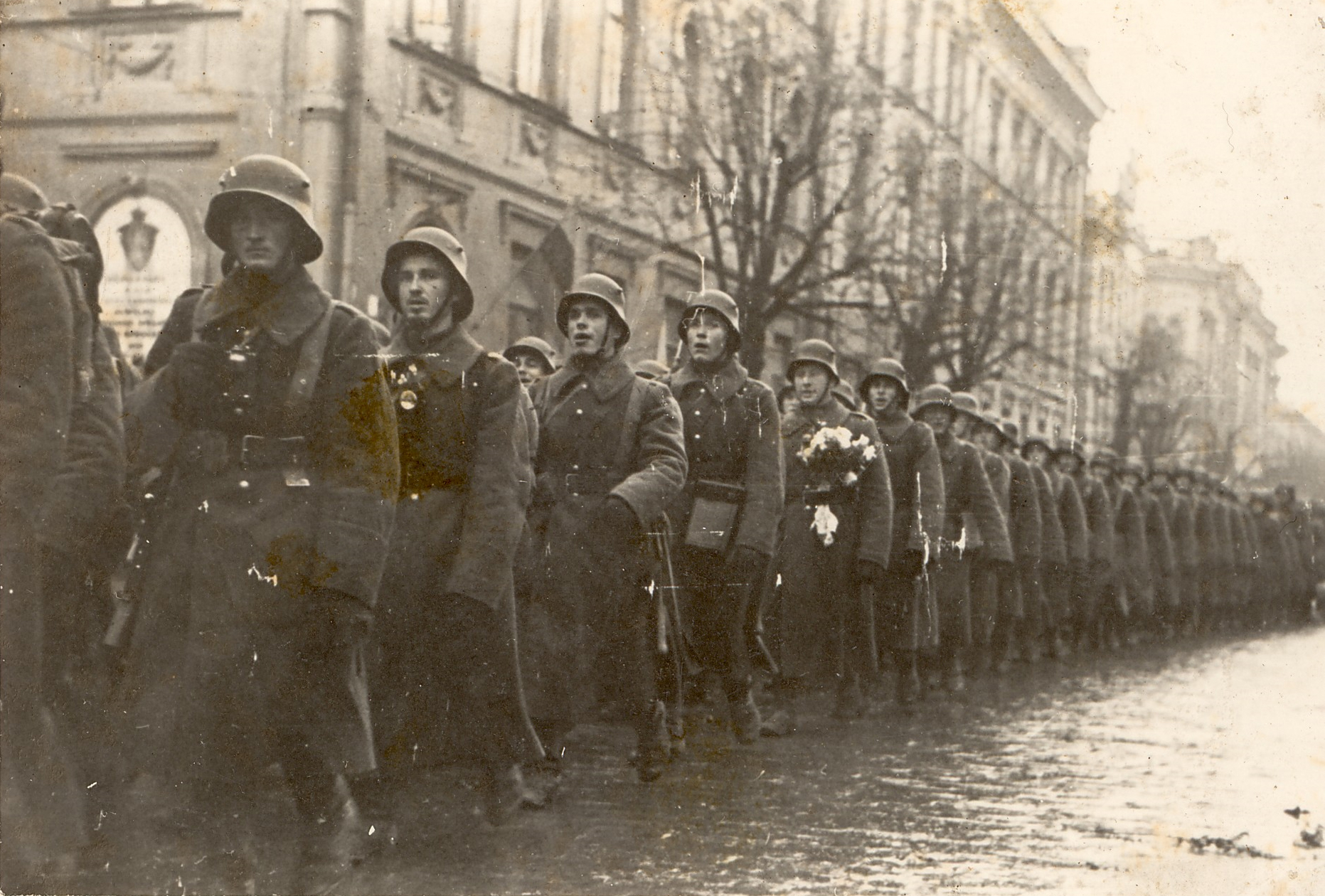
Wkroczenie Armii Litewskiej do Wilna w 1939 roku

Po sowieckiej agresji na Polskę, Wileńszczyzna w ramach paktu o podziale Polski zawartym z III Rzeszą, znalazła się pod władzą radziecką. Mimo że Litwa nie wypowiedziała formalnie wojny państwu polskiemu, administracyjnie zajęła część Wileńszczyzny (co stanowiło faktycznie okupację) i rozpoczęła rugowanie tutejszych Polaków. Polacy z Wileńszczyzny demonstrowali natomiast swój niechętny stosunek do państwa litewskiego i podkreślali swoją polską tożsamość. ZSRR przekazał rejon Litwie, w zamian za litewską zgodę na stacjonowanie 20 000 żołnierzy sowieckich na terenie tego państwa. Po II wojnie światowej Wileńszczyzna pozostała częściowo w Litewskiej SRR, a częściowo w Białoruskiej SRR, znaczna część ludności polskiej została przymusowo wysiedlona w nowe granice Polski w dwóch turach. W I turze wysiedlono z Litwy około 200 tys. Polaków, a w II turze około 46 tys. Polaków.
W okresie rozpadu Związku Radzieckiego Polacy zamieszkujący południowo-wschodnią część Litewskiej SRR walczyli o autonomię Wileńszczyzny, jednak bez powodzenia.
Obecnie Wilno jest stolicą niepodległej Litwy, natomiast cała Wileńszczyzna (zarówno część litewska i białoruska) jest nadal zamieszkana przez przemieszane skupiska Polaków, Litwinów, Białorusinów i Rosjan.

Wileńszczyzna na mapach:
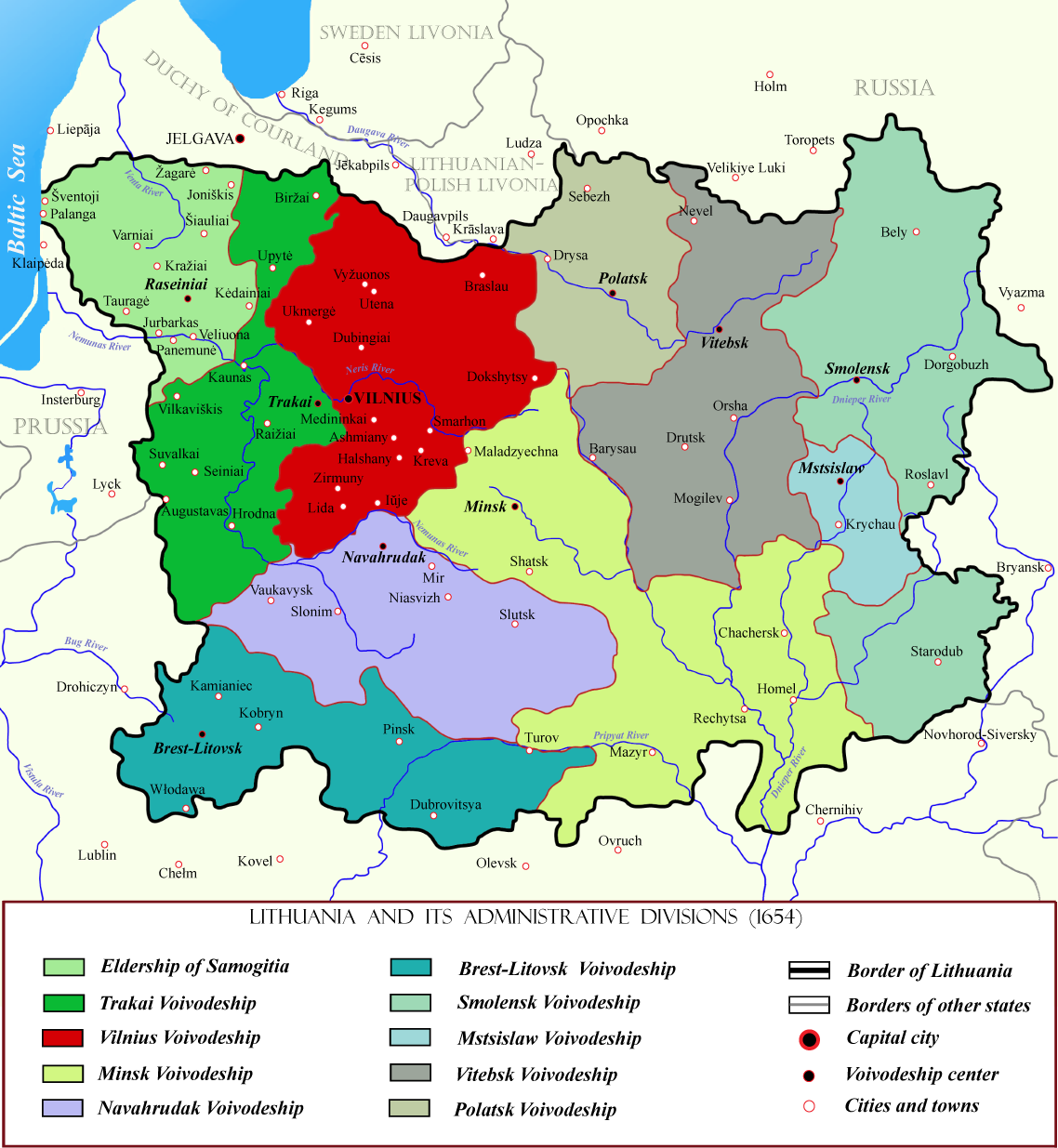
województwo wileńskie w Wielkim Księstwie Litewskim
województwo wileńskie w I Rzeczypospolitej
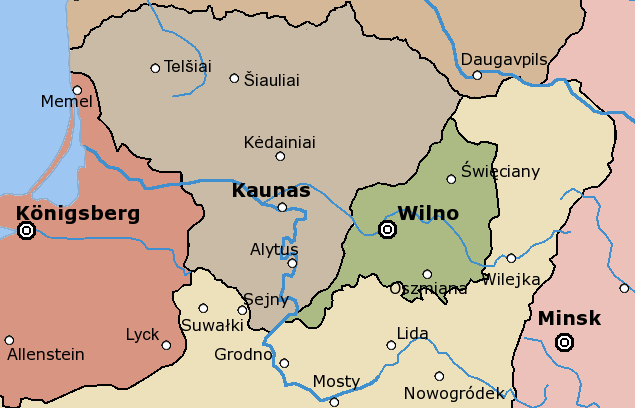
Republika Litwy Środkowej
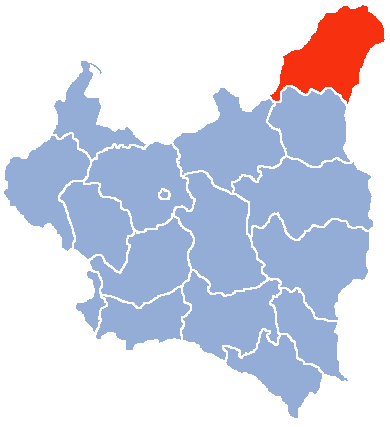
województwo wileńskie II Rzeczypospolitej
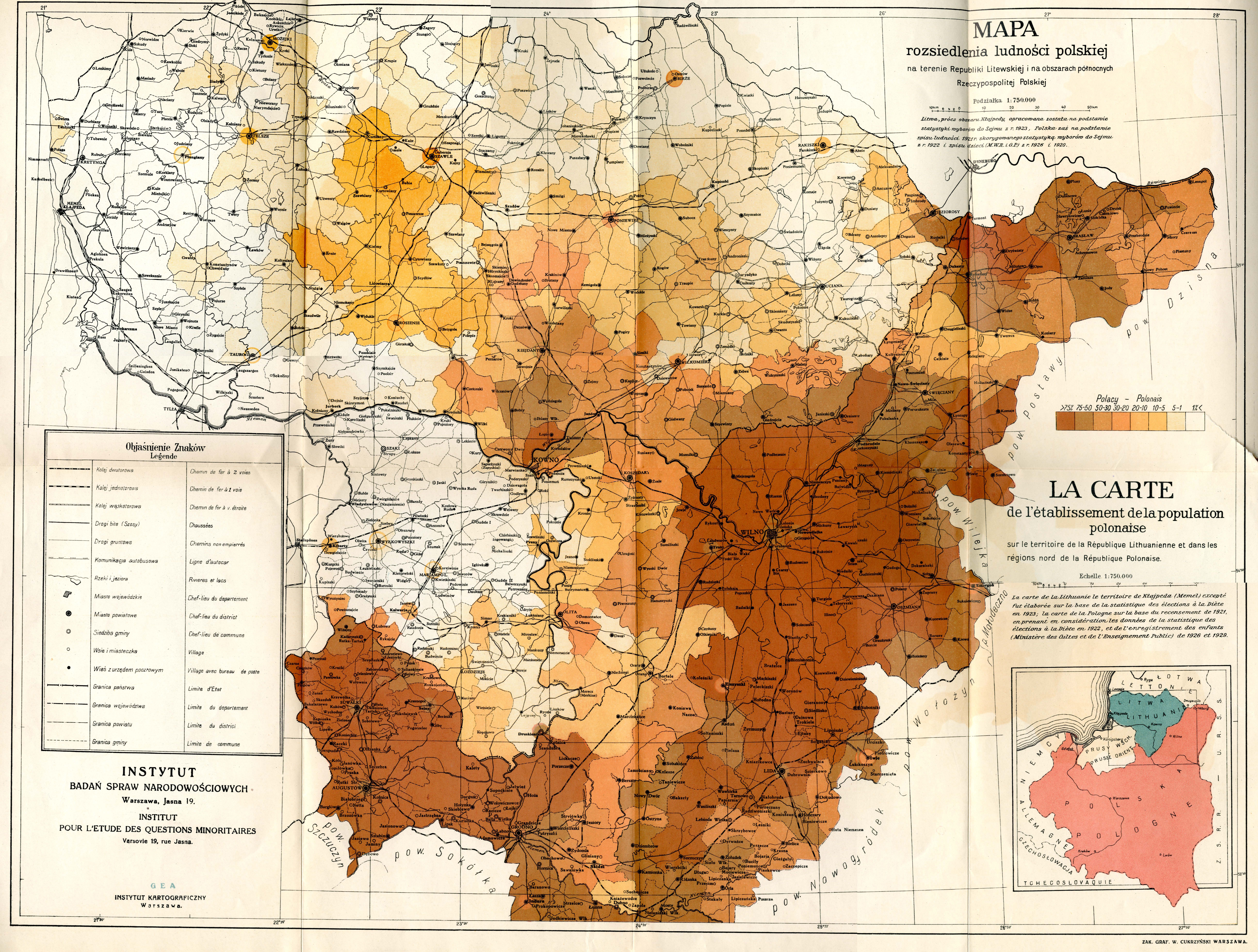
Mapa pokazująca rozmieszczenie ludności polskiej na Wileńszczyźnie i Litwie w 1929 r.
Obszar litewskich roszczeń terytorialnych wobec II RP współcześnie:     Białoruska część Wileńszczyzny (od 1939/1940 r.)     Litewska część Wileńszczyzny (od 1939 r.)     Litewska część Wileńszczyzny (od 1940 r.)
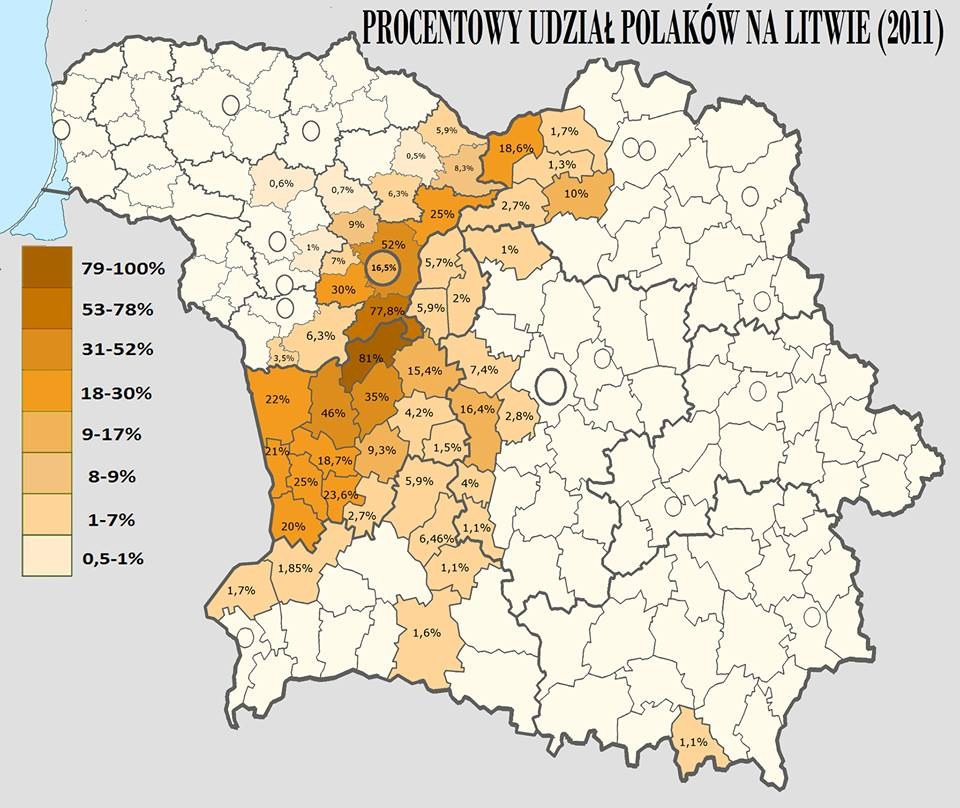
Procentowy udział Polaków na Litwie i Białorusi w 2011 r.

## Miasta

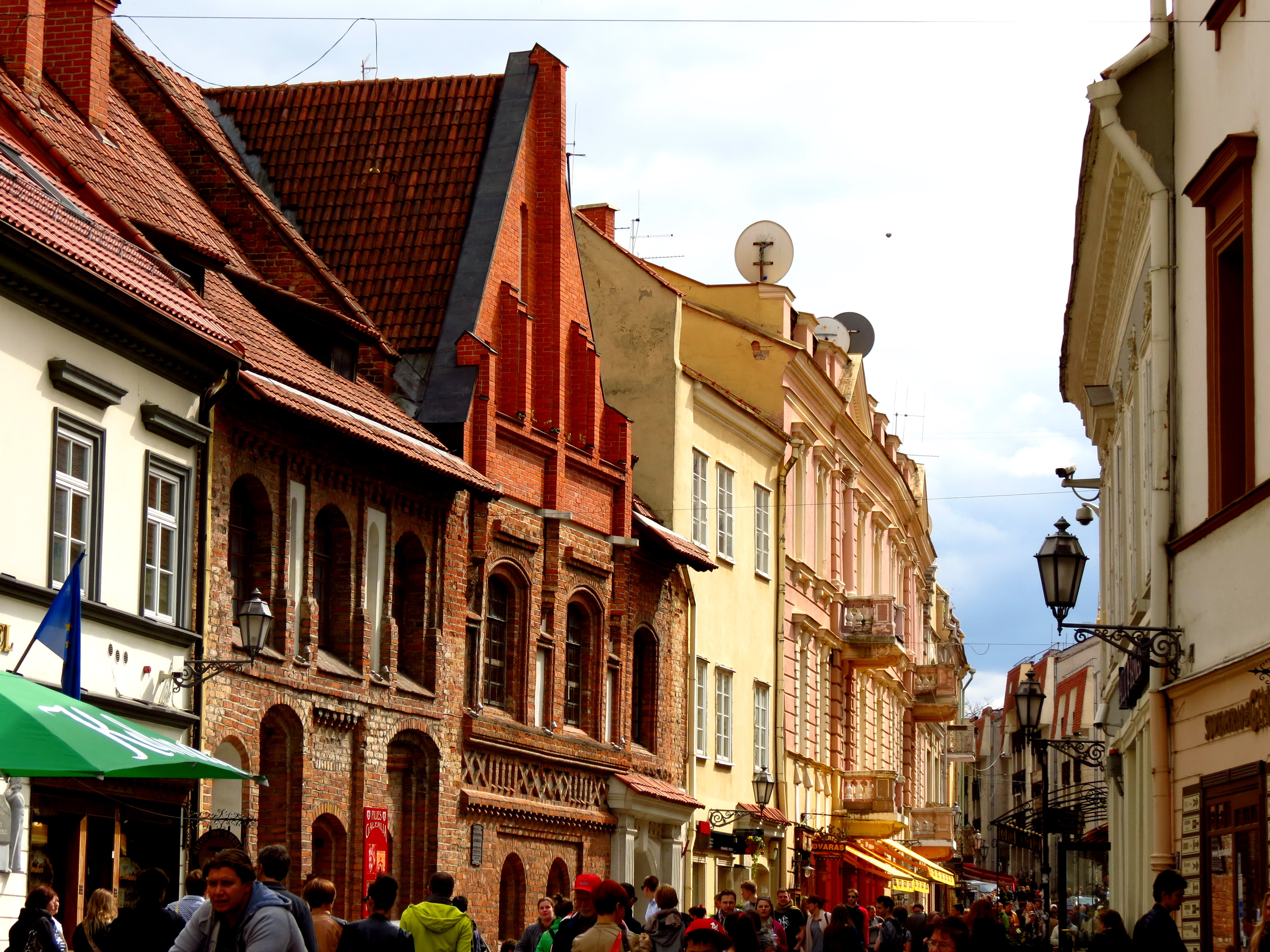
Wilno

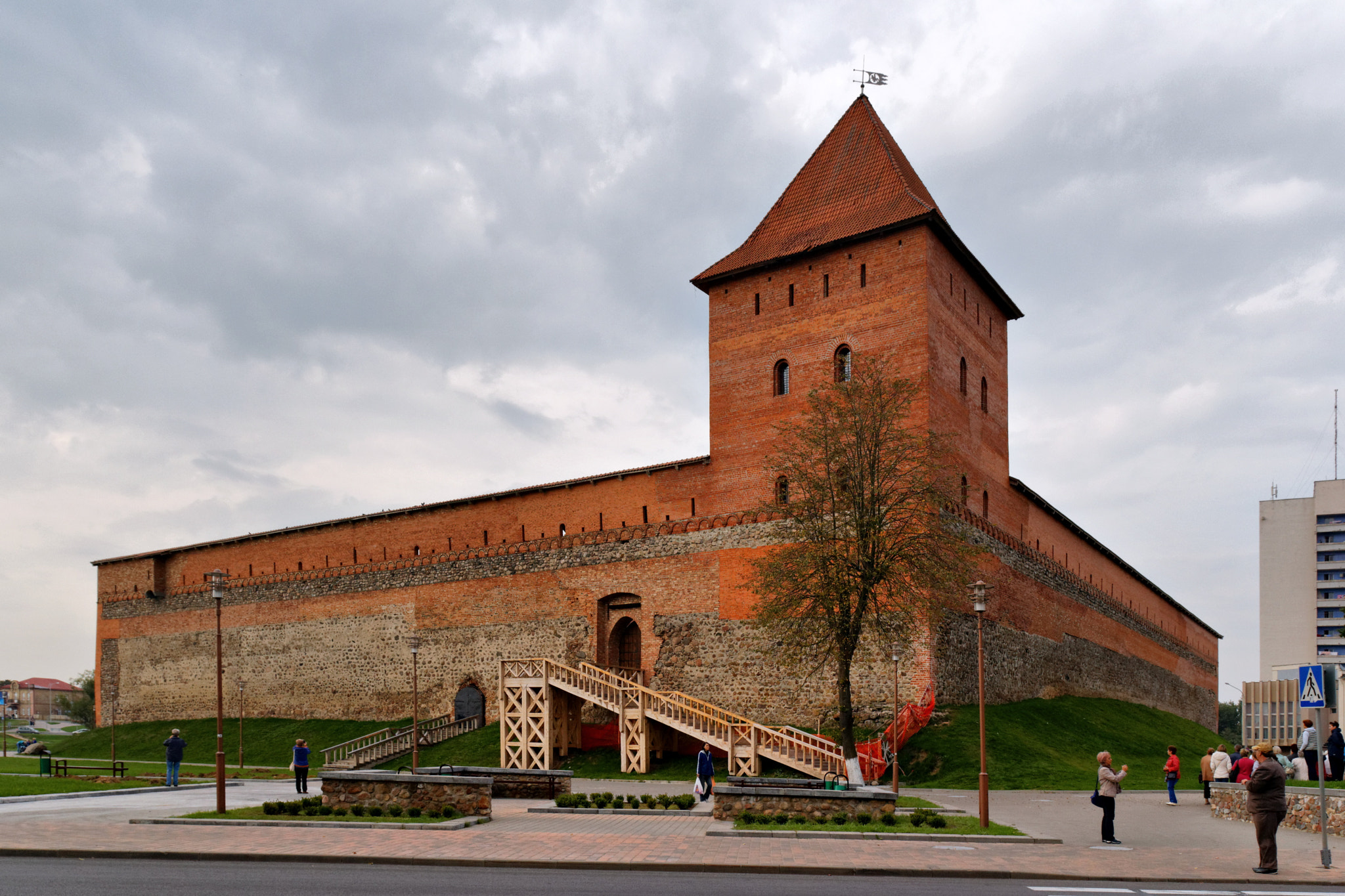
Lida

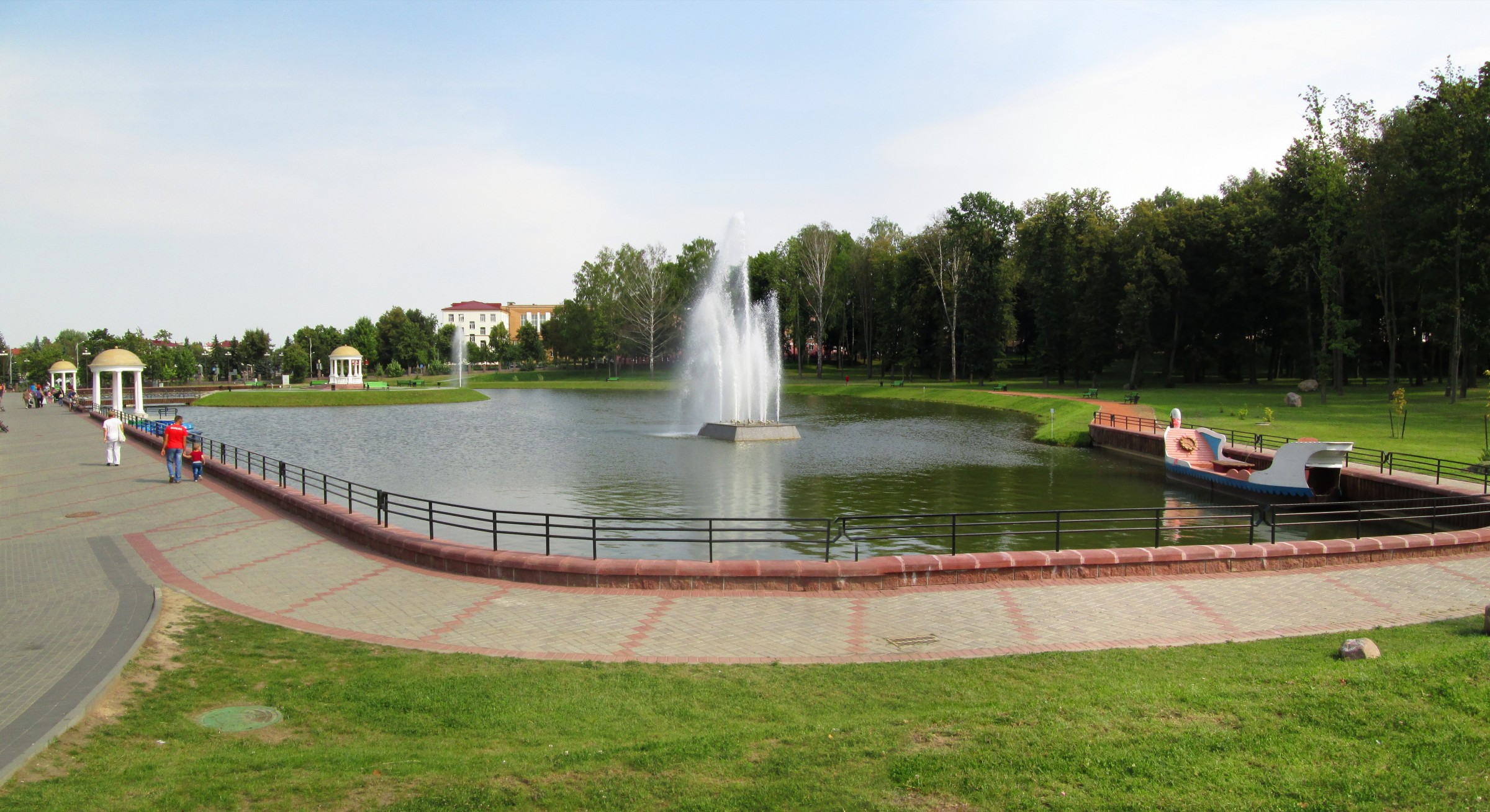
Mołodeczno

Największe miasta Wileńszczyzny współcześnie:
|     | miasto      | populacja (2018) | państwo  |
| --- | ----------- | ---------------- | -------- |
| 1.  | Wilno       | 536 692          | Litwa    |
| 2.  | Lida        | 101 616          | Białoruś |
| 3.  | Mołodeczno  | 95 011           | Białoruś |
| 4.  | Smorgonie   | 37 527           | Białoruś |
| 5.  | Wilejka     | 26 760           | Białoruś |
| 6.  | Uciana      | 25 859           | Litwa    |
| 7.  | Wiłkomierz  | 20 591           | Litwa    |
| 8.  | Postawy     | 19 881           | Białoruś |
| 9.  | Głębokie    | 19 084           | Białoruś |
| 10. | Wisaginia   | 18 541           | Litwa    |
| 11. | Oszmiana    | 16 835           | Białoruś |
| 12. | Szczuczyn   | 15 475           | Białoruś |
| 13. | Rakiszki    | 12 337           | Litwa    |
| 14. | Ostrowiec   | 10 878           | Białoruś |
| 15. | Grzegorzewo | 10 636           | Litwa    |
| 16. | Brzozówka   | 10 311           | Białoruś |
| 17. | Wołożyn     | 10 308           | Białoruś |
| 18. | Landwarów   | 10 160           | Litwa    |
| 19. | Brasław     | 9829             | Białoruś |
| 20. | Onikszty    | 8848             | Litwa    |

## Galeria

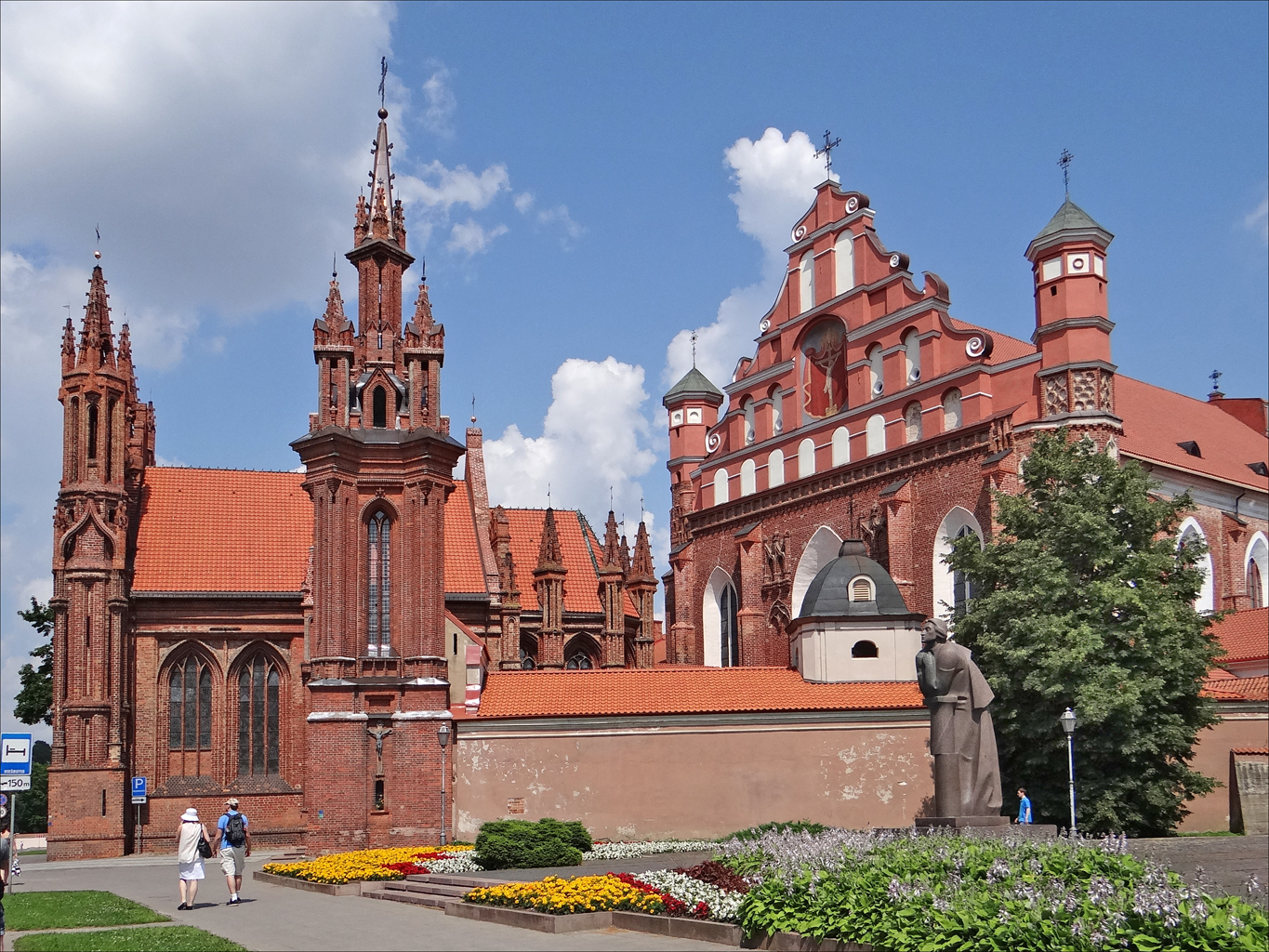
Kościoły św. Anny i św. Franciszka w Wilnie
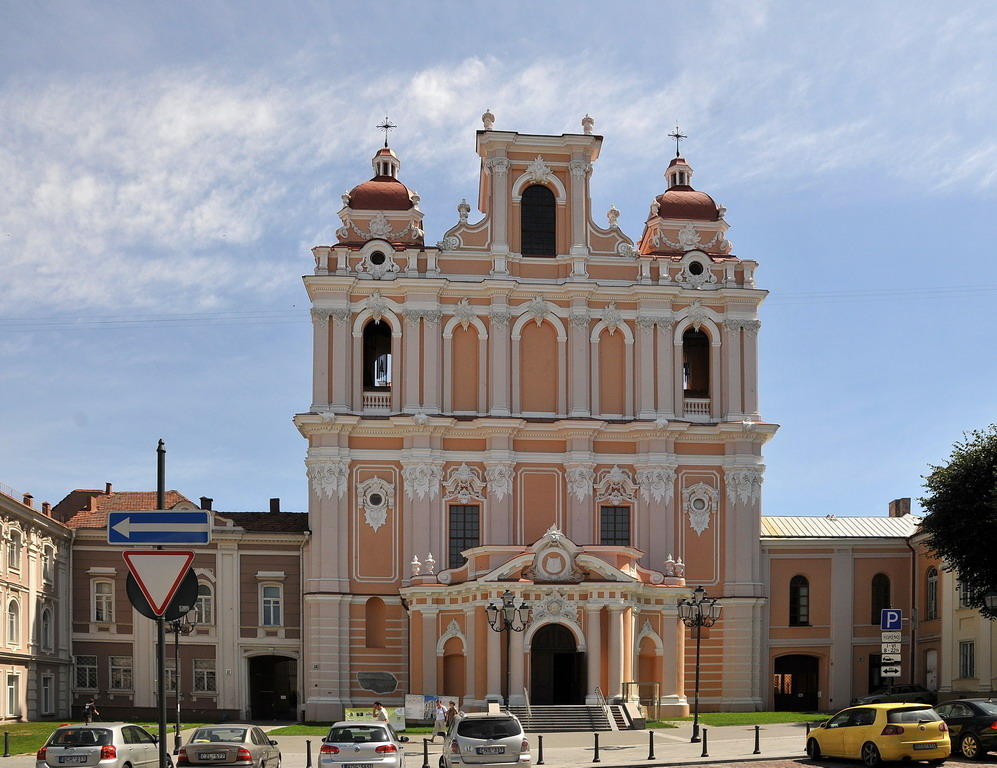
Kościół św. Kazimierza w Wilnie
Zamek w Narwiliszkach
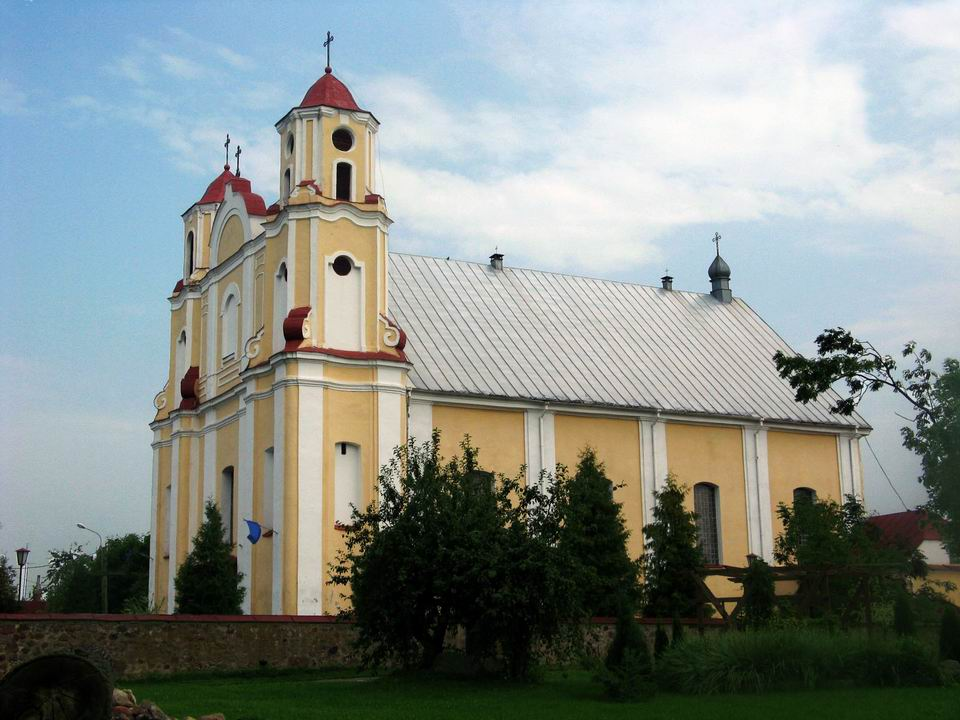
Kościół św. Jana Chrzciciela w Wasiliszkach
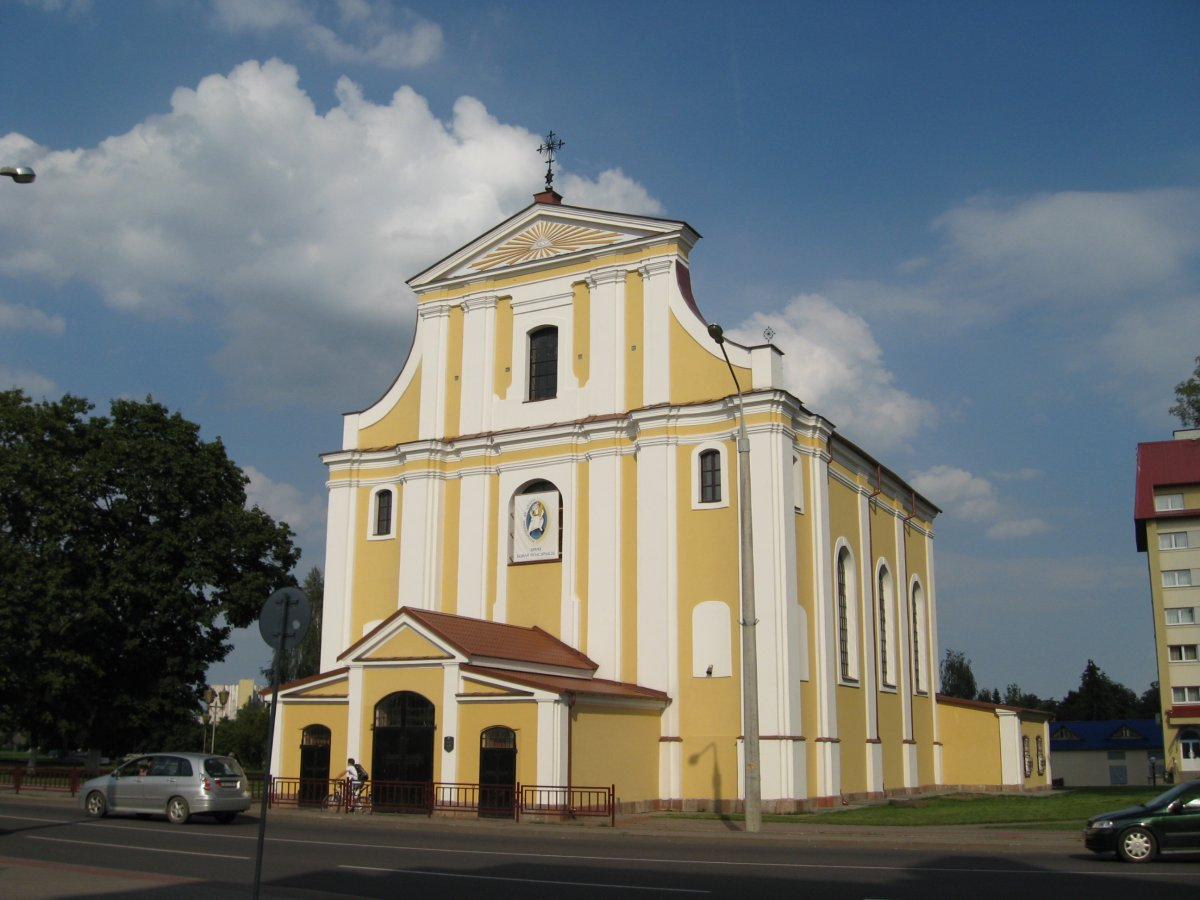
Kościół Podwyższenia Krzyża Świętego w Lidzie
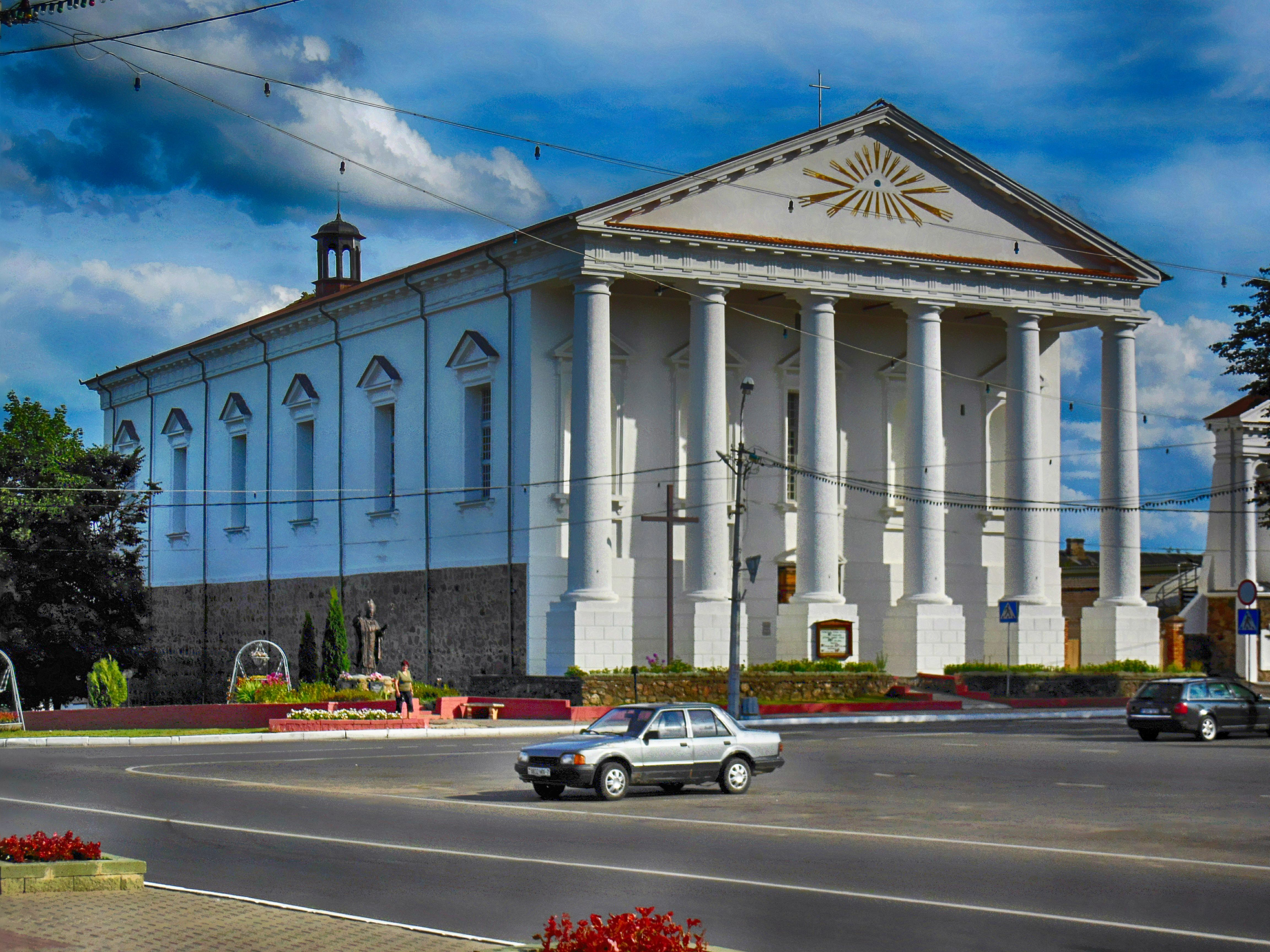
Kościół św. Józefa w Wołożynie
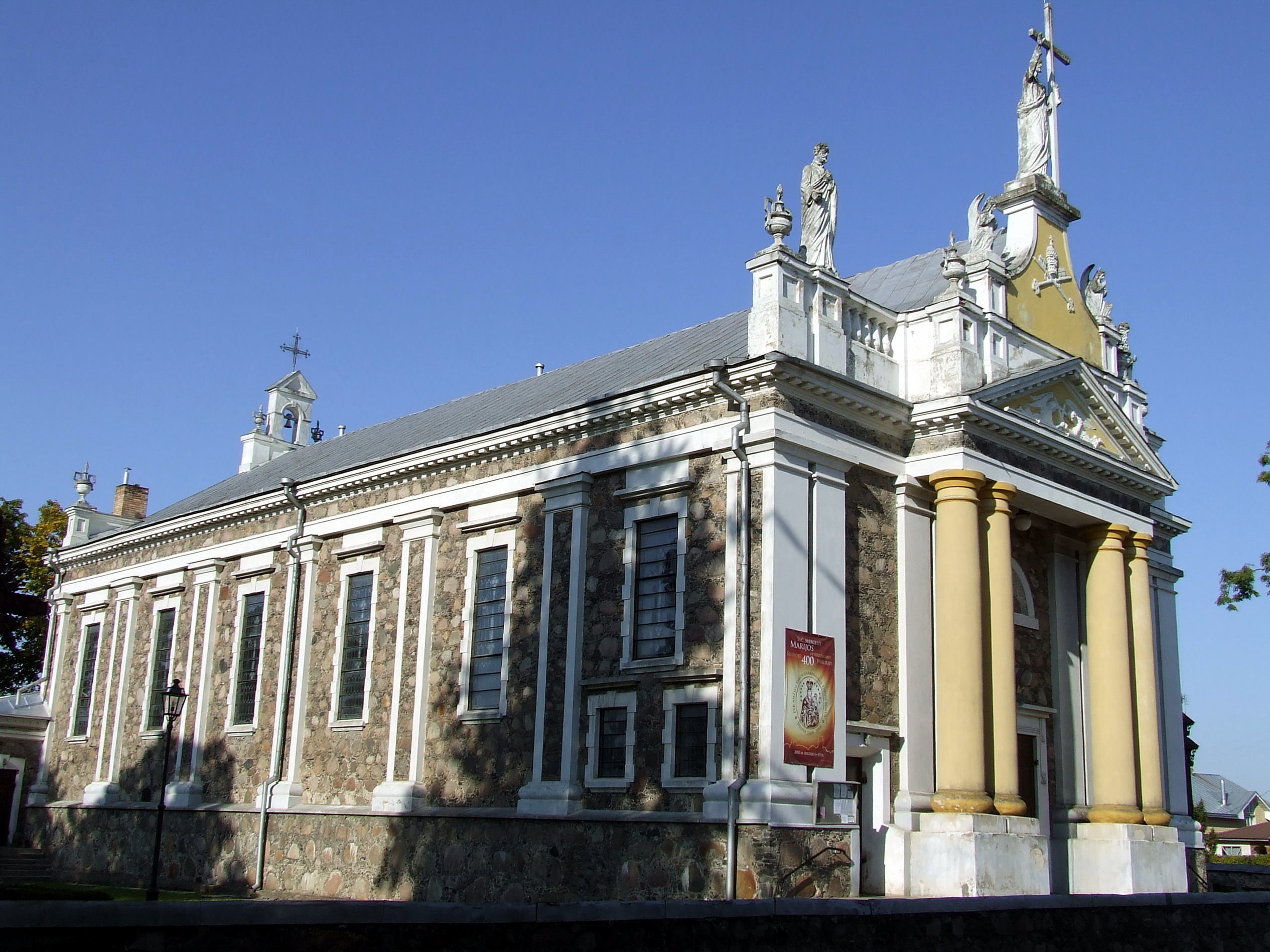
Kościół pw. śś. Piotra i Pawła w Wiłkomierzu
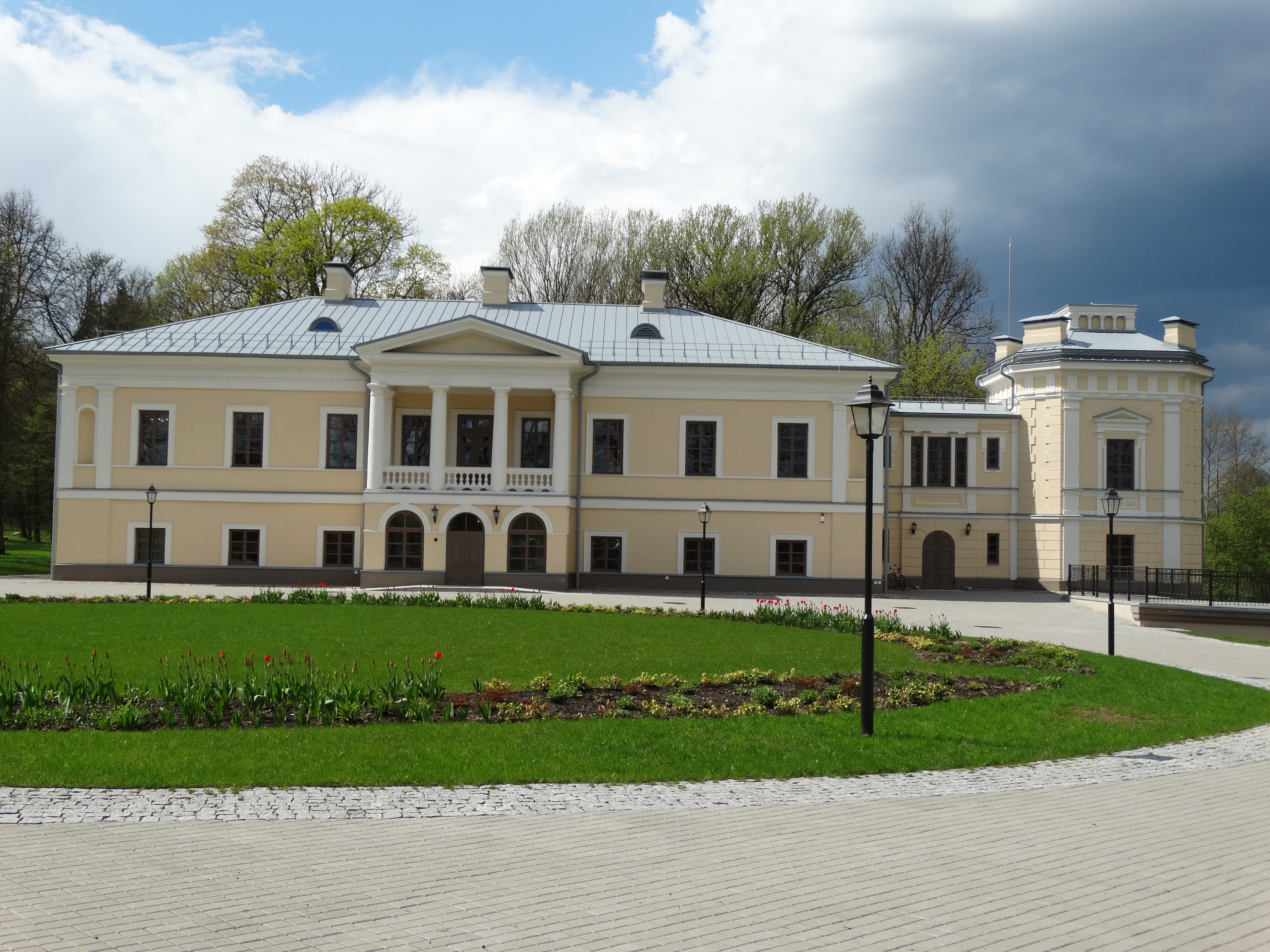
Pałac Balińskich w Jaszunach
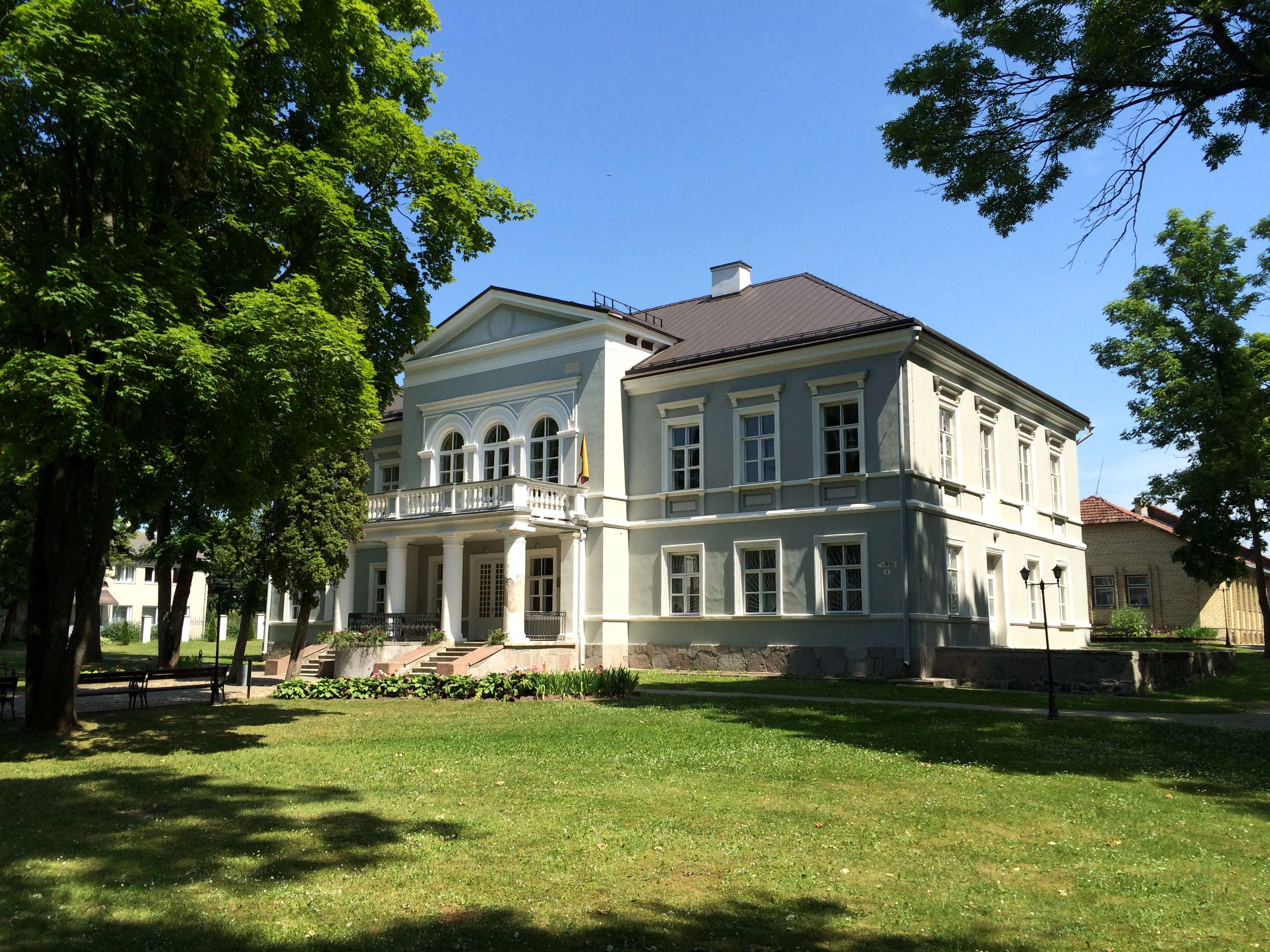
Pałac Wagnerów w Solecznikach
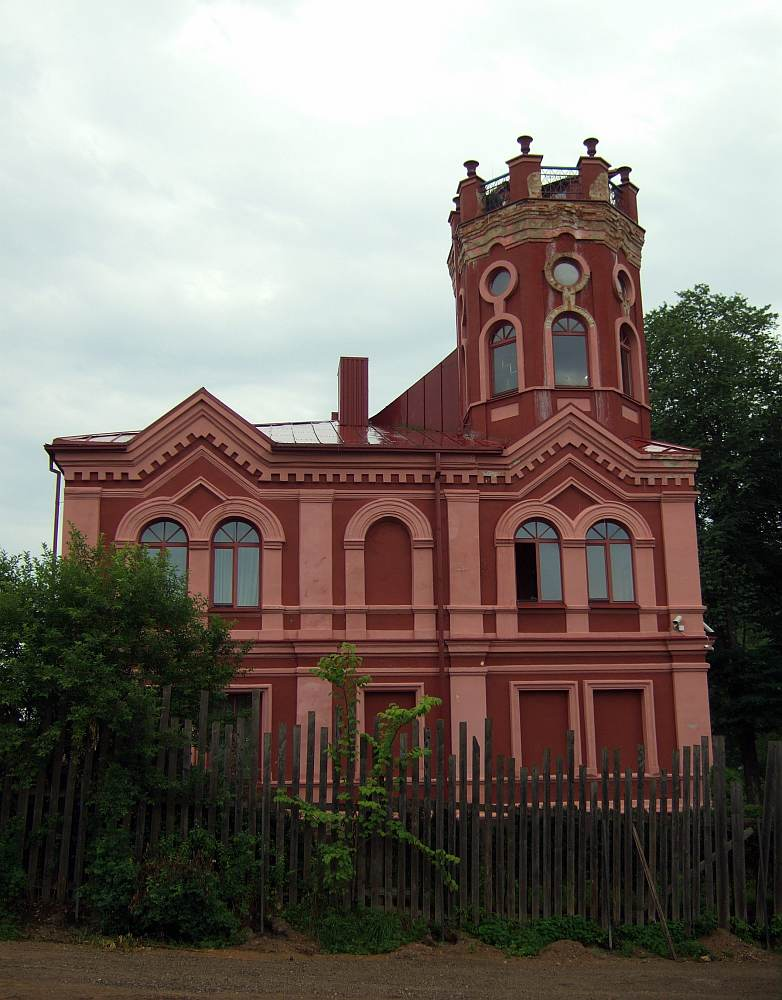
Dwór w Bezdanach
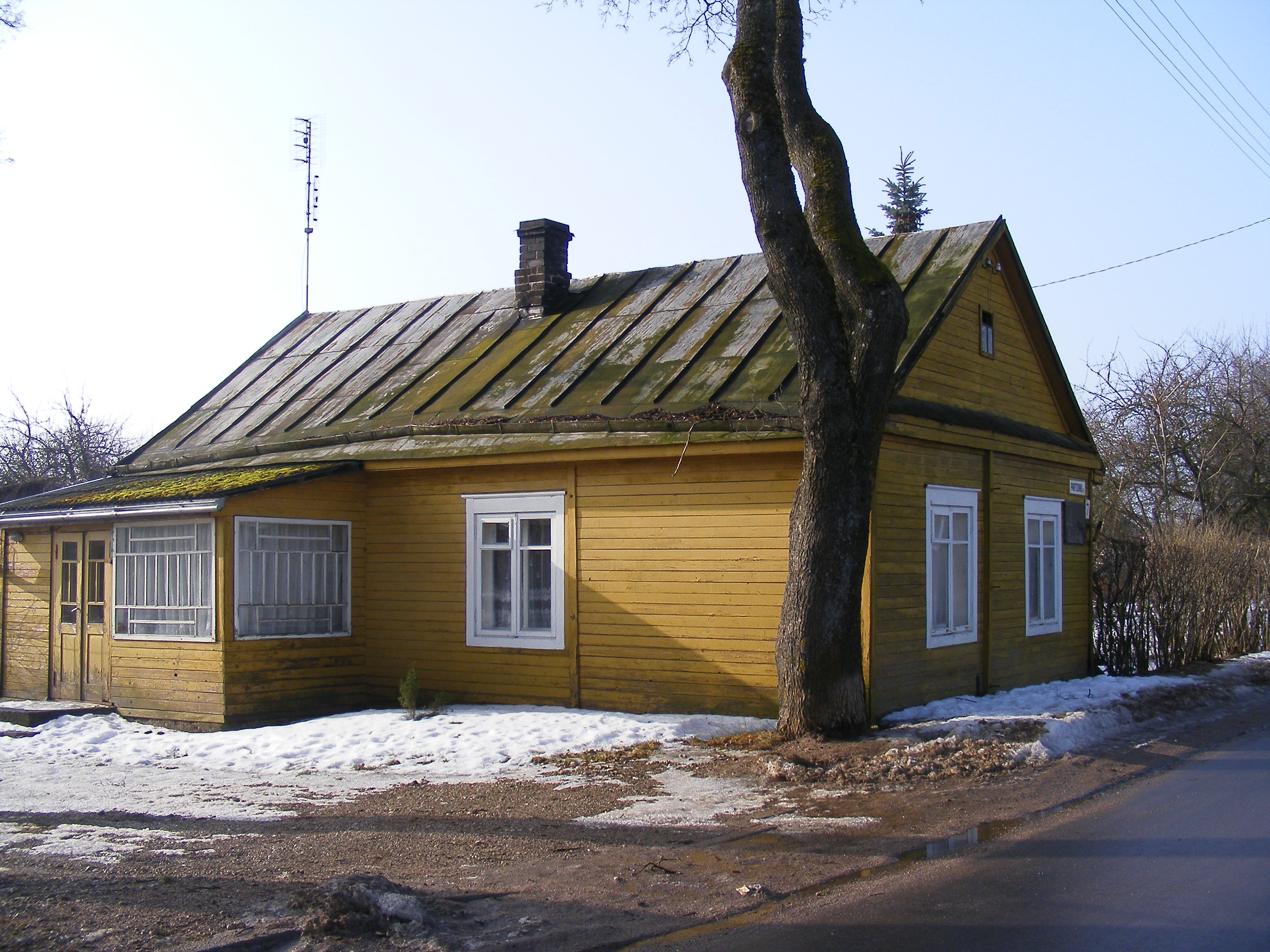
Przykład drewnianej zabudowy – dom w Święcianach w którym urodził się i mieszkał Franciszek Żwirko
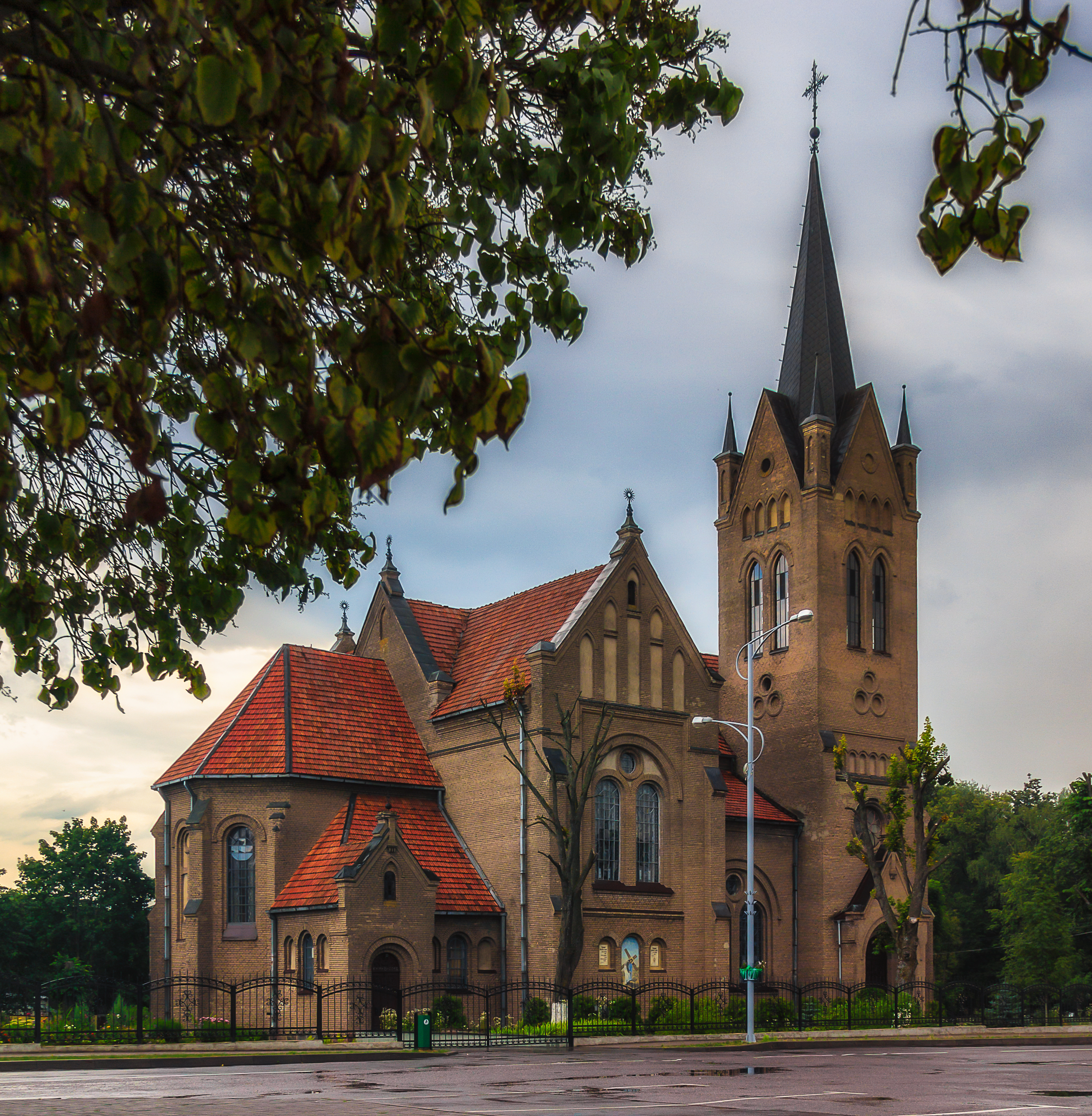
Kościół Podwyższenia Krzyża Świętego w Wilejce
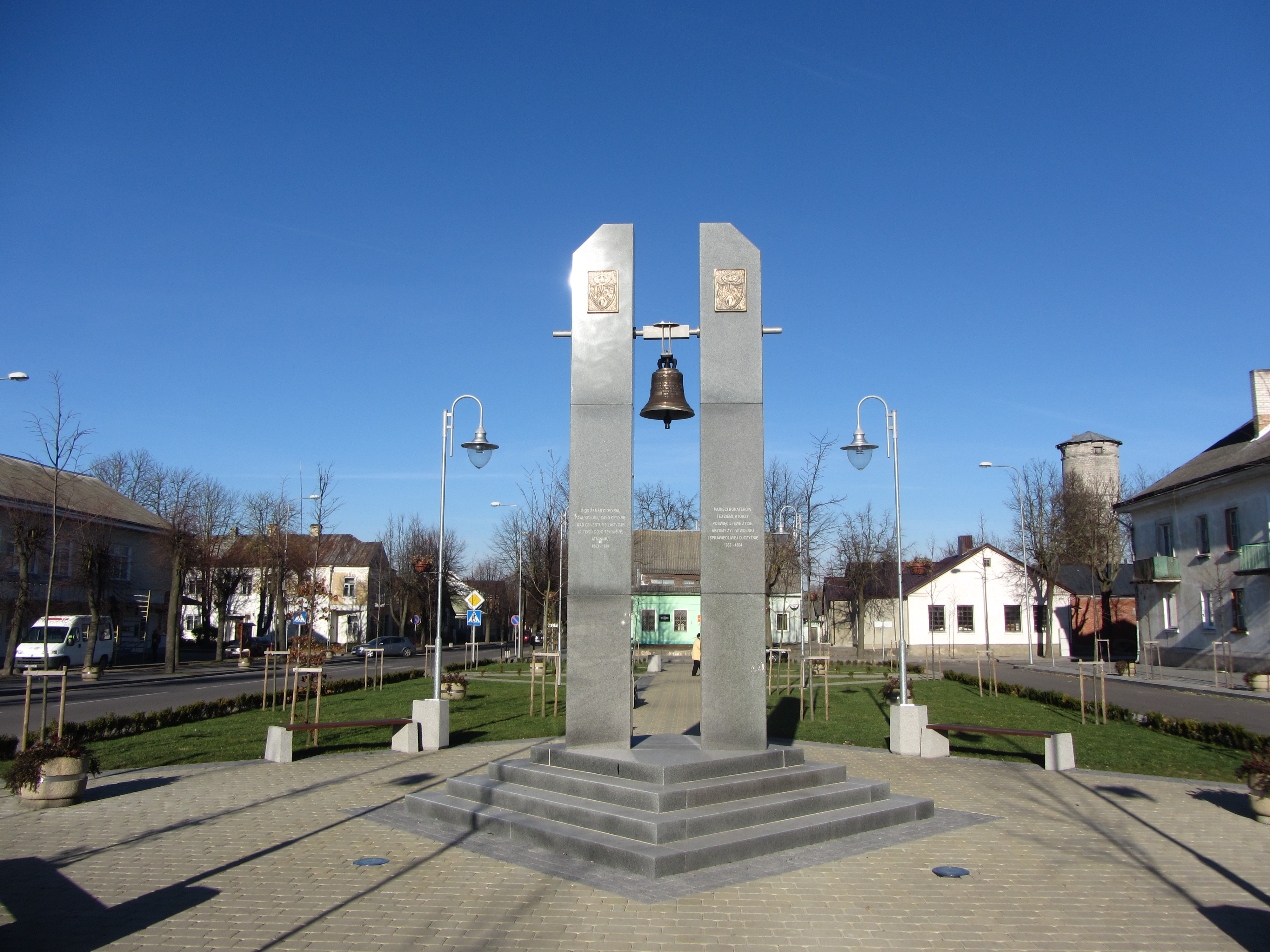
Pomnik upamiętniający powstańców styczniowych w Ejszyszkach